# Saint-Hilaire-lez-Cambrai
Saint-Hilaire-lez-Cambrai é uma comuna francesa na região administrativa de Altos da França, no departamento do Norte. Estende-se por uma área de 6.41 km². Em 2010 a comuna tinha 1 589 habitantes (densidade: 247,9 hab./km²).